# Dennis Satin
Dennis Satin (* 18. Februar 1968 in Sofia, Bulgarien) ist ein deutscher Filmregisseur und Drehbuchautor.

## Biografie
Dennis Satin wurde 1968 in Sofia geboren und wuchs in Kassel auf. Seine Filmkarriere startete er als Kameraassistent. Mit der 1996 erschienenen Krimi-Romanze Nur aus Liebe debütierte er als Regisseur und Drehbuchautor für einen Spielfilm. Der mit Katja Riemann und Hannes Jaenicke in den Hauptrollen besetzte Film war ein großer Erfolg und wurde international vertrieben, u. a. auch in die USA und Brasilien.
In den letzten Jahren arbeitet Satin vorwiegend als Regisseur für das deutsche Fernsehen. Er inszeniert unter anderem Filme für die öffentlich-rechtlichen Sendeanstalten wie z. B. die Romanverfilmung Wir haben gar kein Auto für das ZDF und Serien wie Tierärztin Dr. Mertens  für die ARD.
Dennis Satin ist verheiratet und hat eine Tochter.

## Auszeichnungen
- Deutscher Comedypreis 2018 für „Beste Schwestern“ (RTL)

## Filmografie (Auswahl)
- 1996: Nur aus Liebe
- 1997: Helden und andere Feiglinge
- 1998–2004: Wilsberg (u. a. Wilsberg und die Tote im See und Wilsberg und der Mord ohne Leiche)
- 2003: Die Cleveren (Fernsehserie)
- 2003: Mädchen, böses Mädchen
- 2003: Mann gesucht, Liebe gefunden
- 2005: Sommer mit Hausfreund
- 2006: Wolffs Revier – Angst
- 2007: Stürme in Afrika
- 2008: Zoogeflüster – Komm mir nicht ins Gehege!
- 2009: Eine Liebe in St. Petersburg
- 2010: Kommissar LaBréa – Mord in der Rue St. Lazare (Krimireihe, Folge 2)
- 2010: Kommissar LaBréa – Todesträume am Montparnasse (Folge 3)
- 2010: Die Trixxer
- 2010: Der letzte Bulle (Fernsehserie)
- 2011: Biss zur großen Pause – Das Highschool Vampir Grusical
- 2011: Weihnachten … ohne mich, mein Schatz!
- 2011–2017: Um Himmels Willen
- 2012: Heiratsschwindler küsst man nicht
- 2012: Wir haben gar kein Auto
- 2013: Wir haben gar kein´ Trauschein
- 2013: Das Geheimnis von Gripsholm
- 2014: Das Wunder von Fatima
- 2015: Kubanisch für Fortgeschrittene
- seit 2018: Tierärztin Dr. Mertens
- 2017 / 2018 Beste Schwestern (Fernsehserie)
- 2019 / 2020 Rentnercops (Fernsehserie)